# Anemia bartlettii
Anemia bartlettii är en ormbunkeart som beskrevs av John T. Mickel. Anemia bartlettii ingår i släktet Anemia och familjen Anemiaceae. Inga underarter finns listade.